# 察列加河
察列加河（烏克蘭語：Царега），是烏克蘭的河流，位於該國南部，發源自新斯維特利夫卡，流經尼古拉耶夫州和敖德薩州，河道全長46公里，流域面積657平方公里。